# BE Semiconductor Industries
BE Semiconductor Industries ou simplesmente chamada de Besi, é uma empresa multinacional dos Países Baixos que projeta e fabrica equipamentos semicondutores.
A Besi é lider mundial com 40% do mercado no segmento Die Attach [en] e oferece soluções de equipamentos de fixação de matrizes, embalagens, montagem e galvanização para a indústria de semicondutores e que são usados na montagem de chips semicondutores para uma variedade de aplicações, incluindo dispositivos móveis, computação, automotivo e eletrônica industrial.

## História
A empresa foi fundada em maio de 1995 por Richard Blickman, que ainda hoje lidera a empresa, a companhia fez seu IPO em dezembro de 1995. No final de 2023, o Besi contava com um total de 1.870 funcionários e dos quais aproximadamente 66% estavam baseados na Ásia e 34% estavam baseados na Europa e na América do Norte. Sua produção está centralizada na China, Malásia e Vietnã.
Em 14 de abril de 2025, a companhia estadunidense Applied Materials adquiriu 9% das ações da Besi.

## Produtos
A Besi oferece soluções de fixação de matrizes, embalagens e galvanização, com o segmento de fixação de matrizes representando 80% da receita da empresa em 2023, outros segmentos são equipamentos para outros estágios da fabricação de semicondutores como o flip chip, ligação híbrida, colagem por termocompressão entre outros. Os produtos de revestimento da empresa, por outro lado, são usados principalmente para célula fotovoltaica e conectores, bem como outros dispositivos elétricos.
Entre os clientes da empresa estão os maiores fabricantes de semicondutores do planeta como a Foxconn, Infineon Technologies, Intel, LG Innotek, Nvidia, NXP Semiconductors, STMicroelectronics e TSMC.